# Jun Kasai
Jun Kasai (japanisch 葛西 潤 Kasai Jun; * 24. Oktober 2000 in Nagoya) ist ein japanischer Leichtathlet, der sich auf den Langstreckenlauf spezialisiert hat.

## Sportliche Laufbahn
Erste internationale Erfahrungen sammelte Jun Kasai bei den Crosslauf-Weltmeisterschaften 2019 in Aarhus, bei denen er nach 26:29 min auf den 29. Platz im U20-Rennen gelangte. 2024 startete er im 10.000-Meter-Lauf bei den Olympischen Sommerspielen in Paris und gelangte dort mit 27:53,18 min auf den 20. Platz.
2024 wurde Kasai japanischer Meister im 10.000-Meter-Lauf.

## Persönliche Bestzeiten
- 10.000 Meter: 27:17,46 min, 3. Mai 2024 in Fukuroi
- 10-km-Straßenlauf: 28:55 min, 29. April 2023 in Herzogenaurach